# Bubenheimer Berg
Der Bubenheimer Berg (alternativ auch Hoher Stein genannt) bei Bubenheim, einem Gemeindeteil von Treuchtlingen (Landkreis Weißenburg-Gunzenhausen), ist ein 476,4 m ü. NHN hoher Berg des Mittelgebirges Fränkische Alb.

## Geographie

### Lage
Der langgezogene Berg liegt im Naturpark Altmühltal unweit nördlich der Altmühl. Der namensgebende Ort Bubenheim zieht sich um den Berg entlang des Altmühltals. Ein östlicher Nebengipfel erreicht die Höhe von 460,7 m ü. NHN. Nordöstlich des Berges liegt Hagenau, einige Kilometer südöstlich der Ort Graben. Der Berg liegt in einem Landschaftsschutzgebiet. Der auf dem Berg gelegene Rastplatz Vielsteine (476 m ü. NHN) bietet einen weiten Rundblick. Entlang des Berges finden sich mehrere vorgeschichtliche Siedlungen sowie eine frühneuzeitliche Schanze der Weißenburger Linie, die vom Bayerischen Landesamt für Denkmalpflege als Bodendenkmäler in die Bayerische Denkmalliste aufgenommen wurden.
Auf dem Gipfel sowie östlich des Gipfels liegen zwei trigonometrische Punkte.

### Naturräumliche Zuordnung
Der Bubenheimer Berg gehört in der naturräumlichen Haupteinheitengruppe Fränkische Alb (Nr. 08), in der Haupteinheit Südliche Frankenalb (082) und in der Untereinheit Altmühlalb (082.2) zum Naturraum Treuchtlinger Pforte (082.21).

### Geologie
Auf dem Berg sind 15 Millionen Jahre alte Gesteinsarten aus dem Riesauswurf (Meteoriteneinschlag) zu finden. Auf der Spitze des Bubenheimer Berges bilden Malm, Massenkalk- und Dolomitschollen Härtlinge von bis zu mehreren Kubikmetern Größe.

## Geotop
Die Bergkuppe ist vom Bayerischen Landesamt für Umwelt als wertvolles Geotop unter der Nummer 577R009 ausgewiesen.